# Раба любви
«Раба́ любви́» — советский драматический художественный фильм 1975 года режиссёра Никиты Михалкова, в основу которого положена идея интерпретации судьбы актрисы немого кино Веры Холодной (1893—1919).

## Сюжет
Осень 1918 года. В России полыхает Гражданская война. Москва занята большевиками. На пока ещё белом Юге спешно доснимается салонный фильм-мелодрама под названием «Раба любви» с участием звезды русского кинематографа Ольги Вознесенской.
В большинстве своём члены съёмочной группы стараются не интересоваться врывающейся в их жизнь политикой и жить так, как давно привыкли. Продолжение их привычной жизни видится им в Париже. Однако оператор Потоцкий — революционер-подпольщик — сознательно участвует в вооружённом противостоянии красных и белых. Ссылаясь на «лабораторный брак», он списывает киноплёнку, которую потом использует для нелегальных съёмок бесчинств белых.
Вознесенская — кинодива, которую буквально носят на руках, — так же далека от политики, как и остальные члены съёмочной группы. В силу различных причин она заинтересовывается по-своему неравнодушным к ней оператором Потоцким, а впоследствии — и его подпольной деятельностью, представляющейся ей романтично прекрасной.
В результате Вознесенская становится свидетельницей страшных сцен расстрела красноармейцев и убийства Потоцкого, которого успела полюбить.
В финале Вознесенская оказывается вовлечённой в подпольную деятельность. Желая спасти её, большевики сажают Вознесенскую в трамвай и приказывают вагоновожатому доставить её в центр города, но вагоновожатый по пути выскакивает из трамвая к белым казакам, кричит им, что в вагоне — революционерка. Вознесенская остаётся одна в трамвае, который постепенно настигают казаки.

## В ролях
- Елена Соловей — Ольга Николаевна Вознесенская, актриса
- Родион Нахапетов — Виктор Иванович Потоцкий, кинооператор, революционер-подпольщик
- Александр Калягин — Александр Александрович Колягин[1], режиссёр
- Олег Басилашвили — Савва Яковлевич Южаков, продюсер
- Константин Григорьев — капитан Федотов, начальник контрразведки
- Вера Кузнецова — Любовь Андреевна, мать Ольги
- Инна Ульянова — актриса с букетом
- Виталий Комиссаров — ассистент оператора
- Никита Михалков — Иван, революционер-подпольщик
- Николай Пастухов — Вениамин Константинович, сценарист
- Готлиб Ронинсон — Иван Карлович Фигель, бухгалтер
- Евгений Стеблов — Алексей Канин, актёр
- Михаил Чигарёв — Вялин, бывший агент царской охранки
- Александр Яковлев — Саша, ревкомовец
- Александр Адабашьян — режиссёр немого кино
- Вадим Вильский — Дубов, водитель трамвая
- Юрий Богатырёв — Владимир Алексеевич Максаков, актёр[2]

## Создание
Впервые за сценарий о Вере Холодной взялись Андрей Кончаловский и Геннадий Шпаликов. Главную роль писали для актрисы Инны Гулая, внешне похожей на Холодную. Сценарий немой черно-белой «ретро-картины», комедии по жанру, назывался «Нечаянные радости». Но совместная работа двух сценаристов не сложилась и новым соавтором Кончаловского стал Фридрих Горенштейн. По созданному ими сценарию фильм о Вере Холодной в 1974 году начал снимать Рустам Хамдамов, но съёмки были прерваны (вследствие несогласия Хамдамова с утверждённым вариантом сценария). Михалкову предложили закончить фильм, но тот, отчасти из уважения к работе Хамдамова решил полностью переснять картину, но уже по другому сценарию.